# Lista planetelor minore: 113001–114000
| Nume                                                | Denumire provizorie                                 | Data descoperirii                                   | Locul descoperirii                                  | Descoperitor(i)                                     |                                                     |                                                     |                                                     |                                                     |                                                     |                                                     |                                                     |                                                     |                                                     |                                                     |                                                     |                                                     |                                                     |                                                     |                                                     |                                                     |                                                     |                                                     |                                                     |                                                     |                                                     |                                                     |                                                     |                                                     |                                                     |                                                     |                                                     |                                                     |                                                     |                                                     |                                                     |                                                     |                                                     |                                                     |                                                     |                                                     |                                                     |                                                     |                                                     |                                                     |                                                     |                                                     |                                                     |                                                     |                                                     |
| 113001–113100 Lista planetelor minore/113001–113100 | 113001–113100 Lista planetelor minore/113001–113100 | 113001–113100 Lista planetelor minore/113001–113100 | 113001–113100 Lista planetelor minore/113001–113100 | 113001–113100 Lista planetelor minore/113001–113100 | 113101–113200 Lista planetelor minore/113101–113200 | 113101–113200 Lista planetelor minore/113101–113200 | 113101–113200 Lista planetelor minore/113101–113200 | 113101–113200 Lista planetelor minore/113101–113200 | 113101–113200 Lista planetelor minore/113101–113200 | 113201–113300 Lista planetelor minore/113201–113300 | 113201–113300 Lista planetelor minore/113201–113300 | 113201–113300 Lista planetelor minore/113201–113300 | 113201–113300 Lista planetelor minore/113201–113300 | 113201–113300 Lista planetelor minore/113201–113300 | 113301–113400 Lista planetelor minore/113301–113400 | 113301–113400 Lista planetelor minore/113301–113400 | 113301–113400 Lista planetelor minore/113301–113400 | 113301–113400 Lista planetelor minore/113301–113400 | 113301–113400 Lista planetelor minore/113301–113400 | 113401–113500 Lista planetelor minore/113401–113500 | 113401–113500 Lista planetelor minore/113401–113500 | 113401–113500 Lista planetelor minore/113401–113500 | 113401–113500 Lista planetelor minore/113401–113500 | 113401–113500 Lista planetelor minore/113401–113500 | 113501–113600 Lista planetelor minore/113501–113600 | 113501–113600 Lista planetelor minore/113501–113600 | 113501–113600 Lista planetelor minore/113501–113600 | 113501–113600 Lista planetelor minore/113501–113600 | 113501–113600 Lista planetelor minore/113501–113600 | 113601–113700 Lista planetelor minore/113601–113700 | 113601–113700 Lista planetelor minore/113601–113700 | 113601–113700 Lista planetelor minore/113601–113700 | 113601–113700 Lista planetelor minore/113601–113700 | 113601–113700 Lista planetelor minore/113601–113700 | 113701–113800 Lista planetelor minore/113701–113800 | 113701–113800 Lista planetelor minore/113701–113800 | 113701–113800 Lista planetelor minore/113701–113800 | 113701–113800 Lista planetelor minore/113701–113800 | 113701–113800 Lista planetelor minore/113701–113800 | 113801–113900 Lista planetelor minore/113801–113900 | 113801–113900 Lista planetelor minore/113801–113900 | 113801–113900 Lista planetelor minore/113801–113900 | 113801–113900 Lista planetelor minore/113801–113900 | 113801–113900 Lista planetelor minore/113801–113900 | 113901–114000 Lista planetelor minore/113901–114000 | 113901–114000 Lista planetelor minore/113901–114000 | 113901–114000 Lista planetelor minore/113901–114000 | 113901–114000 Lista planetelor minore/113901–114000 | 113901–114000 Lista planetelor minore/113901–114000 |
| --------------------------------------------------- | --------------------------------------------------- | --------------------------------------------------- | --------------------------------------------------- | --------------------------------------------------- | --------------------------------------------------- | --------------------------------------------------- | --------------------------------------------------- | --------------------------------------------------- | --------------------------------------------------- | --------------------------------------------------- | --------------------------------------------------- | --------------------------------------------------- | --------------------------------------------------- | --------------------------------------------------- | --------------------------------------------------- | --------------------------------------------------- | --------------------------------------------------- | --------------------------------------------------- | --------------------------------------------------- | --------------------------------------------------- | --------------------------------------------------- | --------------------------------------------------- | --------------------------------------------------- | --------------------------------------------------- | --------------------------------------------------- | --------------------------------------------------- | --------------------------------------------------- | --------------------------------------------------- | --------------------------------------------------- | --------------------------------------------------- | --------------------------------------------------- | --------------------------------------------------- | --------------------------------------------------- | --------------------------------------------------- | --------------------------------------------------- | --------------------------------------------------- | --------------------------------------------------- | --------------------------------------------------- | --------------------------------------------------- | --------------------------------------------------- | --------------------------------------------------- | --------------------------------------------------- | --------------------------------------------------- | --------------------------------------------------- | --------------------------------------------------- | --------------------------------------------------- | --------------------------------------------------- | --------------------------------------------------- | --------------------------------------------------- |

| Predecesor: 112001–113000 | Lista planetelor minore 113001–114000 Semnificații ale numelor: 113001–114000 | Succesor: 114001–115000 |